# Львов, Василий Николаевич
Василий Николаевич Львов (1859—1907) — зоолог, эмбриолог, профессор зоологии Императорского Московского университета.

## Биография
Происходил из семьи чиновника, выслужившего дворянство. Родился 22 февраля (6 марта) 1859 года.
В 1878 году окончил 4-ю Московскую гимназию и поступил на медицинский факультет Московского университета, однако уже на 1-м курсе перешёл на естественное отделение физико-математического факультета университета, которое и окончил в 1883 году со степенью кандидата и золотой медалью за сочинение «О строении волоса, щетины и иглы у млекопитающих и пера у птиц». Был оставлен в университете на два года для усовершенствования в науках по кафедре зоологии и исполнял в это время обязанности лаборанта при кабинете сравнительной анатомии: с октября 1884 года — штатный лаборант, с осени 1886 года — приват-доцент для преподавания гистологии животных.
В мае 1887 года защитил магистерскую диссертацию «Сравнительно-анатомическое исследование хорды и оболочки хорды у рыб». В июле 1888 года был командирован за границу на два года, большую часть времени занимался в Мюнхенском университете в лаборатории профессора К. В. Купфера; дважды (в 1888 и 1890 гг.) был на Неополитанской зоологической станции в Мессине, где собирал материал по эмбриологии позвоночных и беспозвоночных. Защитил докторскую диссертацию (1894) «Образование зародышевых листков и происхождение хорды и мезодермы у позвоночных».
В апреле 1894 года получил степень доктора зоологии за диссертацию «Образование зародышевых листков и происхождение хорды и мезодермы у позвоночных». В июле 1906 года был утверждён экстраординарным профессором зоологии Московского университета; ему было поручено преподавание цитологии и эмбриологии, а также заведование организуемой при университете эмбриологической лабораторией. 
В последние годы жизни Львов много болел, а спустя несколько месяцев после избрания профессором скончался 26 января (8 февраля) 1907 года, не успев окончить своих трудов. В период болезни, прикованный к постели, Львов смог подготовить издание серии популярных учебников по биологии для высшей и средней школы.